# Anielin (Opoczno)
Pour les articles homonymes, voir Anielin.
Anielin (prononciation [aˈɲelin]) est un village de la gmina de Poświętne, du powiat d'Opoczno, dans la voïvodie de Łódź, situé dans le centre de la Pologne.
Il se situe à environ 4 kilomètres à l'ouest de Poświętne (siège de la gmina), 17 kilomètres au nord d'Opoczno (siège du powiat) et 65 kilomètres au sud-est de Łódź (capitale de la voïvodie).

## Administration
De 1975 à 1998, le village était attaché administrativement à l'ancienne voïvodie de Piotrków.

Depuis 1999, il fait partie de la nouvelle voïvodie de Łódź.

## Personnalités liées à la commune
- Henryk Dobrzański, un colonel de l'armée polonaise est mort le 30 avril 1940 dans la forêt près d'Anielin.